# نیکول استفان
نیکول استفان (فرانسوی: Nicole Stéphane‎؛ ۲۷ مهٔ ۱۹۲۳ – ۱۳ مارس ۲۰۰۷) هنرپیشه، و تهیه‌کننده زن اهل فرانسه بود.
از فیلم‌هایی که در آن نقش داشته می‌توان به نامش را با غرور حک کن و خاموشی دریا اشاره کرد.
او همچنین برندهٔ جایزهٔ لژیون دونور شده است.